# 30 dies de foscor
30 dies de foscor (títol original en anglès: 30 Days of Night) és una pel·lícula de terror de David Slade, estrenada el 2007. És l'adaptació del còmic homònim de Steve Niles i Ben Templesmith i ha estat doblada al català.

## Argument
La història es desenvolupa al solitari poble de Barrow (Alaska), on cada estiu es pon el Sol i no torna a sortir en 30 dies. En vigílies d'aquesta llarga nit, el xèrif Eben (Josh Hartnett) i la seva ajudant Stella (Melissa George) que són marit i muller, descobreixen que un grup de vampirs es prepara a aprofitar aquesta oportunitat per acabar amb els habitants de la petita ciutat.

## Repartiment
- Josh Hartnett: el xèrif Eben Oleson
- Melissa George: Stella Oleson (bomber de la ciutat)
- Danny Huston: Marlow
- Ben Foster: l'estranger
- Mark Boone Junior: Beau Brower
- Mark Rendall: Jake Oleson
- Amber Sainsbury: Denise
- Manu Bennett: l'adjunt Billy Kitka
- Megan Franich: Iris
- Joel Tobeck: Doug Hertz
- Elizabeth Hawthorne: Lucy Ikos
- Nathaniel Lees: Carter Davies
- Craig Hall: William Bulosan
- John Rawls: Zurial

## Producció
30 Days of Night és una pel·lícula de terror del 2007, basada en la novel·la gràfica del mateix nom amb guió de Steve Niles, i dibuix i color de Ben Templesmith. Està dirigida per David Slade i protagonitzada per Josh Hartnett i Melissa George. Els efectes especials del film són de l'empresa neozelandesa «Weta Workshop».
30 Days of Night va ser originalment concebuda com un còmic i després per fer-ne una pel·lícula però va ser rebutjada. Anys després Steve Niles li va mostrar a IDW Publishing i la idea va tirar endavant. La pel·lícula es va fer amb un pressupost de 30 milions de dòlars i va tenir una recaptació de 75 milions a la taquilla durant les sis setmanes després de la seva estrena (19 d'octubre de 2007). La seqüela, 30 Days of Night: Dark Days, va ser treta el 5 d'octubre de 2010 directament per a vídeo.
El director David Slade es va unir a Sam Raimi, en funcions de productor, per a l'adaptació de la pel·lícula. La producció de la mateixa va requerir la utilització de 4.000 litres de sang artificial, 300 tones de neu i 5 tones de gas propà.